# Autrans-Méaudre en Vercors
Autrans-Méaudre en Vercors ist eine französische Gemeinde mit 3.005 Einwohnern (Stand: 1. Januar 2022) im Département Isère in der Region Auvergne-Rhône-Alpes (vor 2016 Rhône-Alpes); sie gehört zum Arrondissement Grenoble und zum Kanton Fontaine-Vercors.

## Geografie
Die Gemeinde Autrans-Méaudre en Vercors liegt im Hochgebirgsmassiv des Vercors, etwa 13 Kilometer westsüdwestlich von Grenoble und ist mit Autrans ein bedeutender Wintersportort und ein Zentrum des nordischen Skisports in Frankreich (Wettbewerbe bei den Olympischen Winterspielen 1968). Der Fluss Méaudret entspringt in Autrans-Méaudre en Vercors und legt drei Viertel seines Flusslaufes im Gemeindegebiet zurück. Umgeben wird Autrans-Méaudre en Vercors von den Nachbargemeinden Montaud im Norden, Veurey-Voroize und Noyarey im Nordosten, Engins und Lans-en-Vercors im Osten, Villard-de-Lans im Südosten und Süden, Rencurel im Südwesten und Westen, Saint-Gervais im Westen sowie La Rivière im Nordwesten.
Die höchsten Berggipfel in Autrans-Méaudre en Vercors:
- Charande 1709 m
- La Sure 1643 m
- La Buffe 1623 m
- Pas de Pierre Taillée 1618 m
- Bec de l’Orient 1558 m
- Banc de l’Ours 1536 m
- Rochers du Pertuson 1486 m

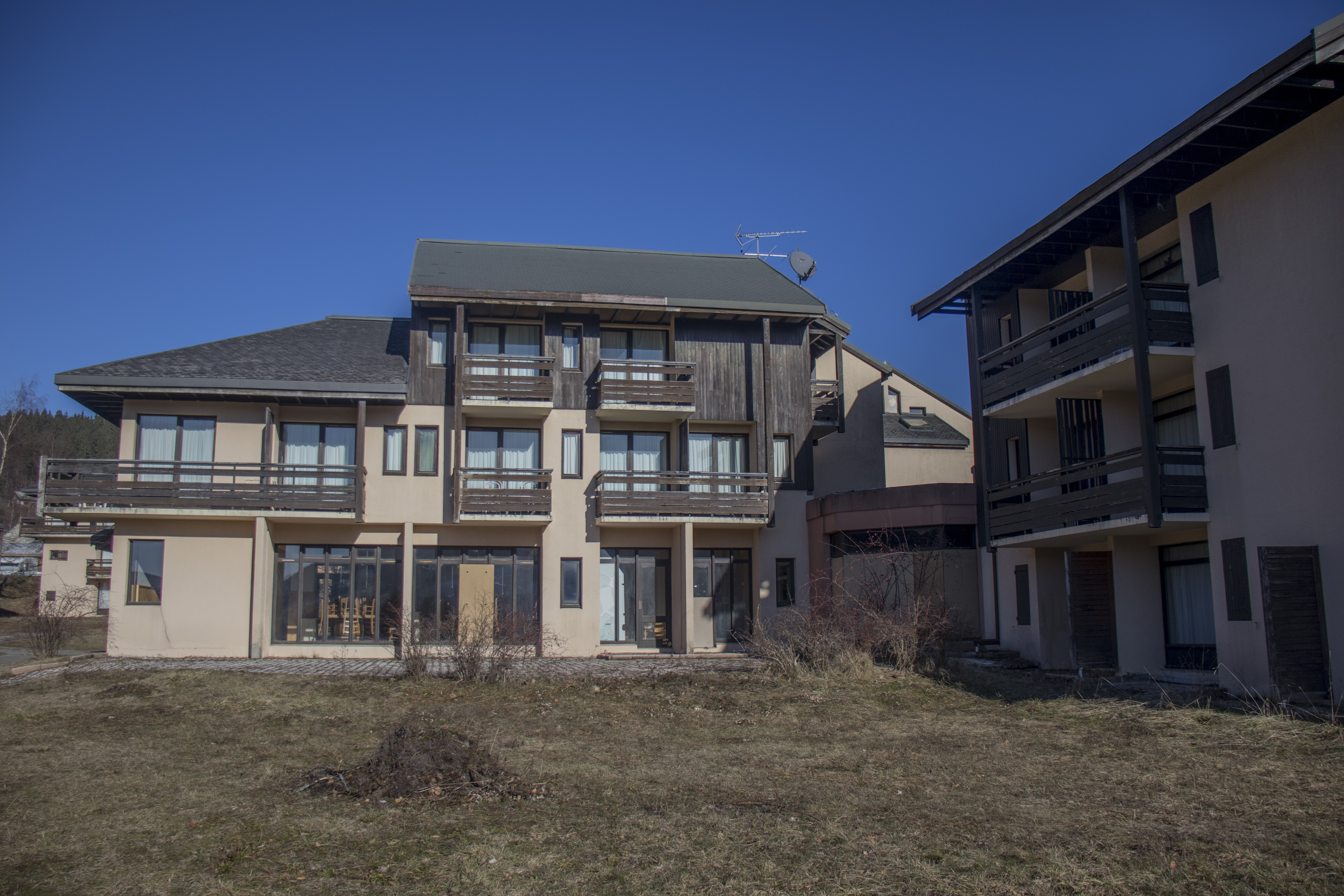
Olympiakomplex von 1968 in Autrans
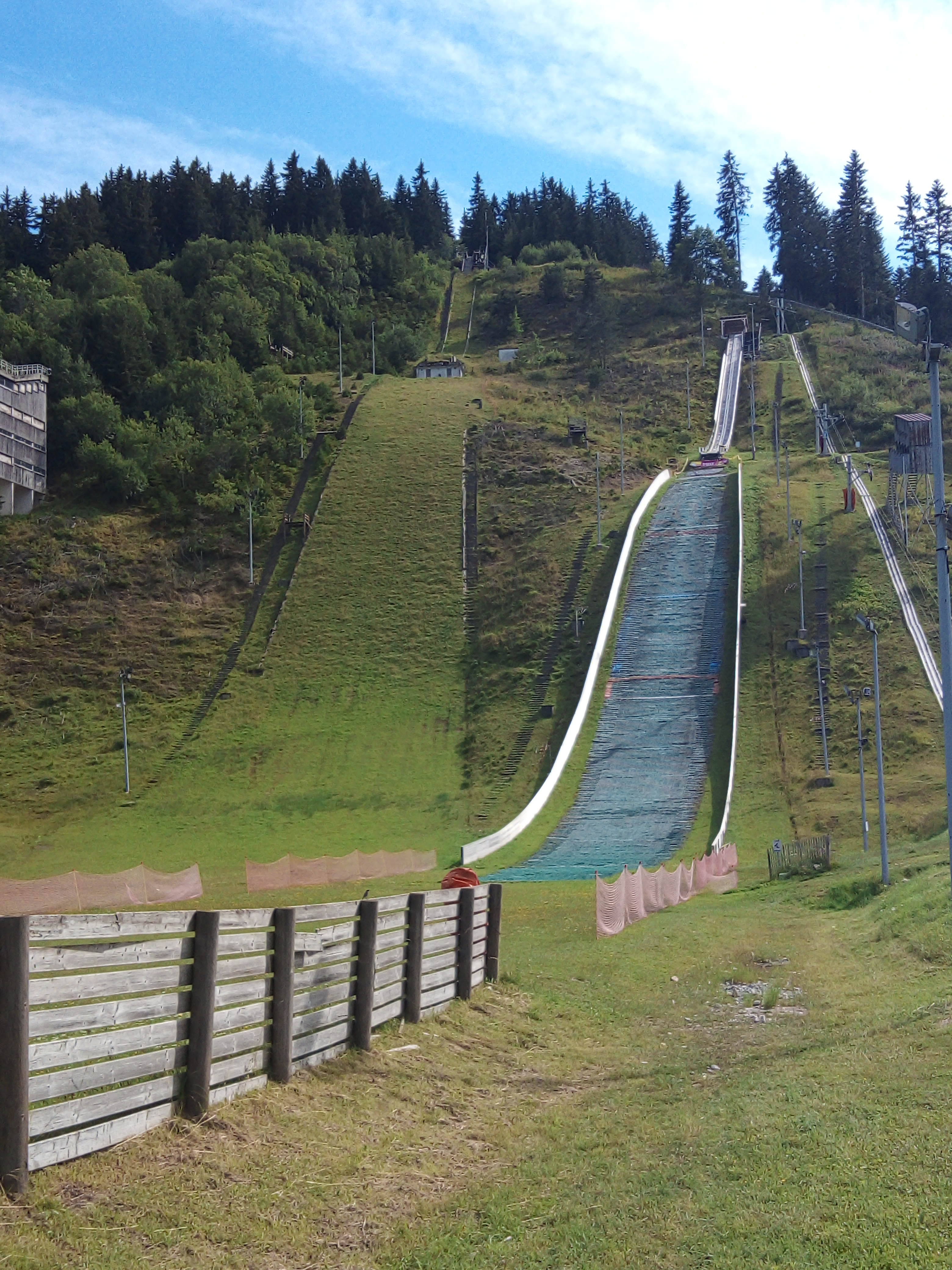
Skisprungschanze in Autrans
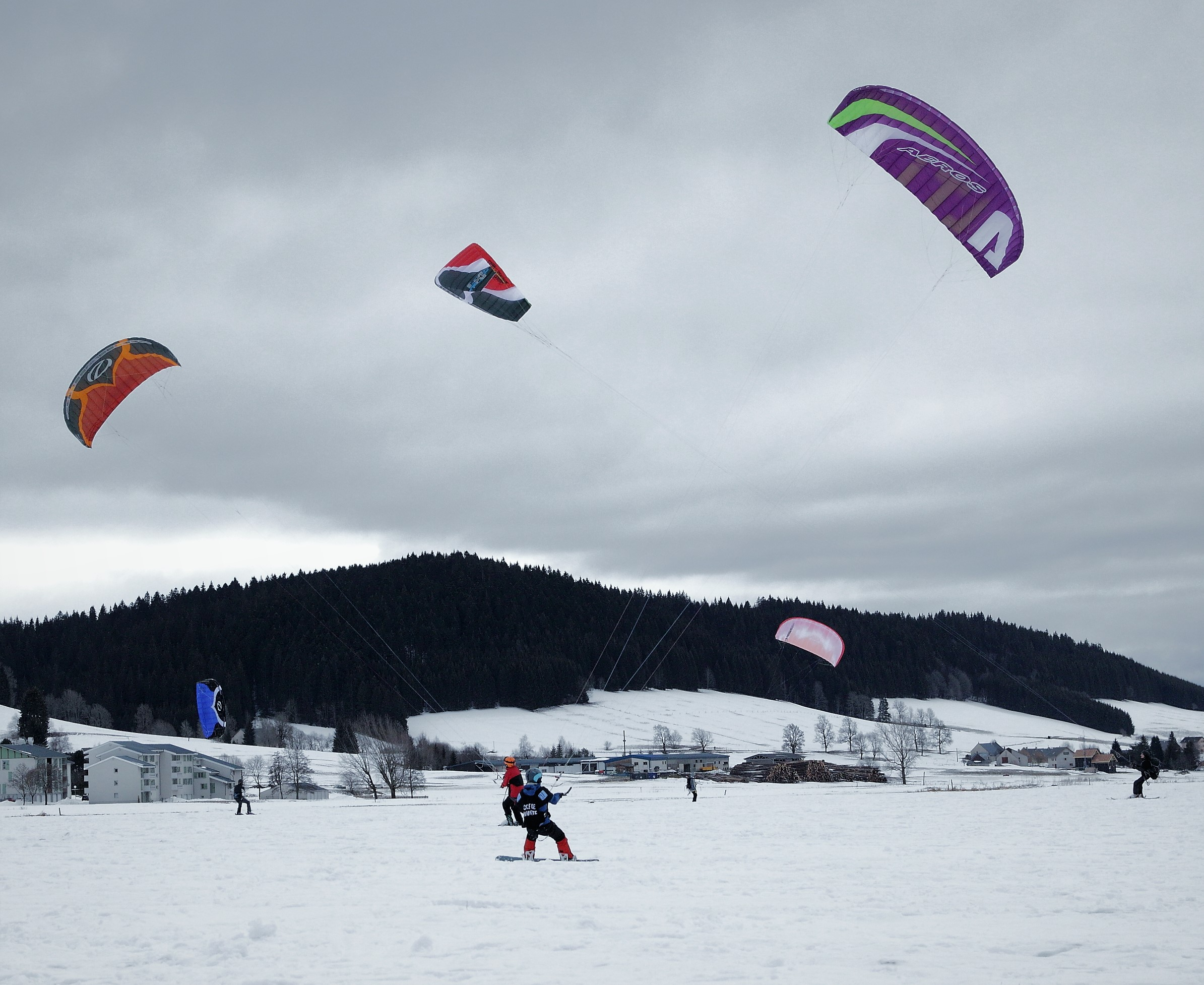
Snowkiting in Autrans 2019
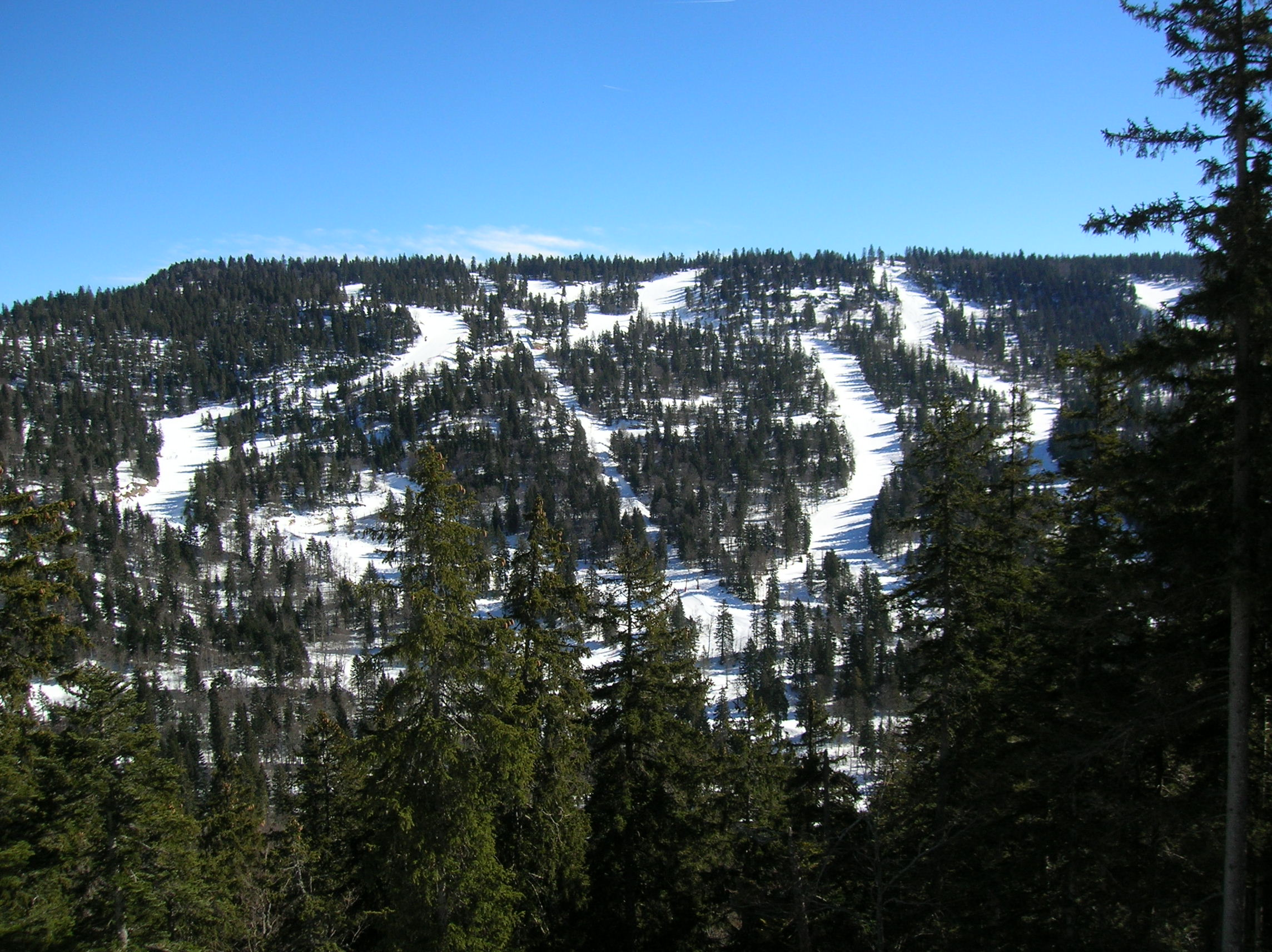
Skipisten  am Gipfel der 1643 m hohen La Sure

## Geschichte
Zum 1. Januar 2016 wurde Autrans-Méaudre en Vercors aus den bis dahin eigenständigen Gemeinden Autrans und Méaudre gebildet.

## Bevölkerungsentwicklung
| Jahr                                                                  | 1962 | 1968 | 1975 | 1982 | 1990 | 1999 | 2013 | 2021 |
| --------------------------------------------------------------------- | ---- | ---- | ---- | ---- | ---- | ---- | ---- | ---- |
| Einwohner                                                             | 1529 | 1560 | 1918 | 2037 | 2246 | 2580 | 2973 | 3075 |
| Quellen: Cassini und INSEE (bis 2013 Addition der Vorgängergemeinden) |      |      |      |      |      |      |      |      |

## Sehenswürdigkeiten
- Kirche Saint-Nicolas in Autrans
- Kirche Saint-Paul-et-Saint-Pierre in Méaudre
- Turmhügelburg aus dem 11. Jahrhundert in Autrans
- Reste der Motte von Malatran aus dem 14. Jahrhundert
- Herrenhaus von Les Lauzes

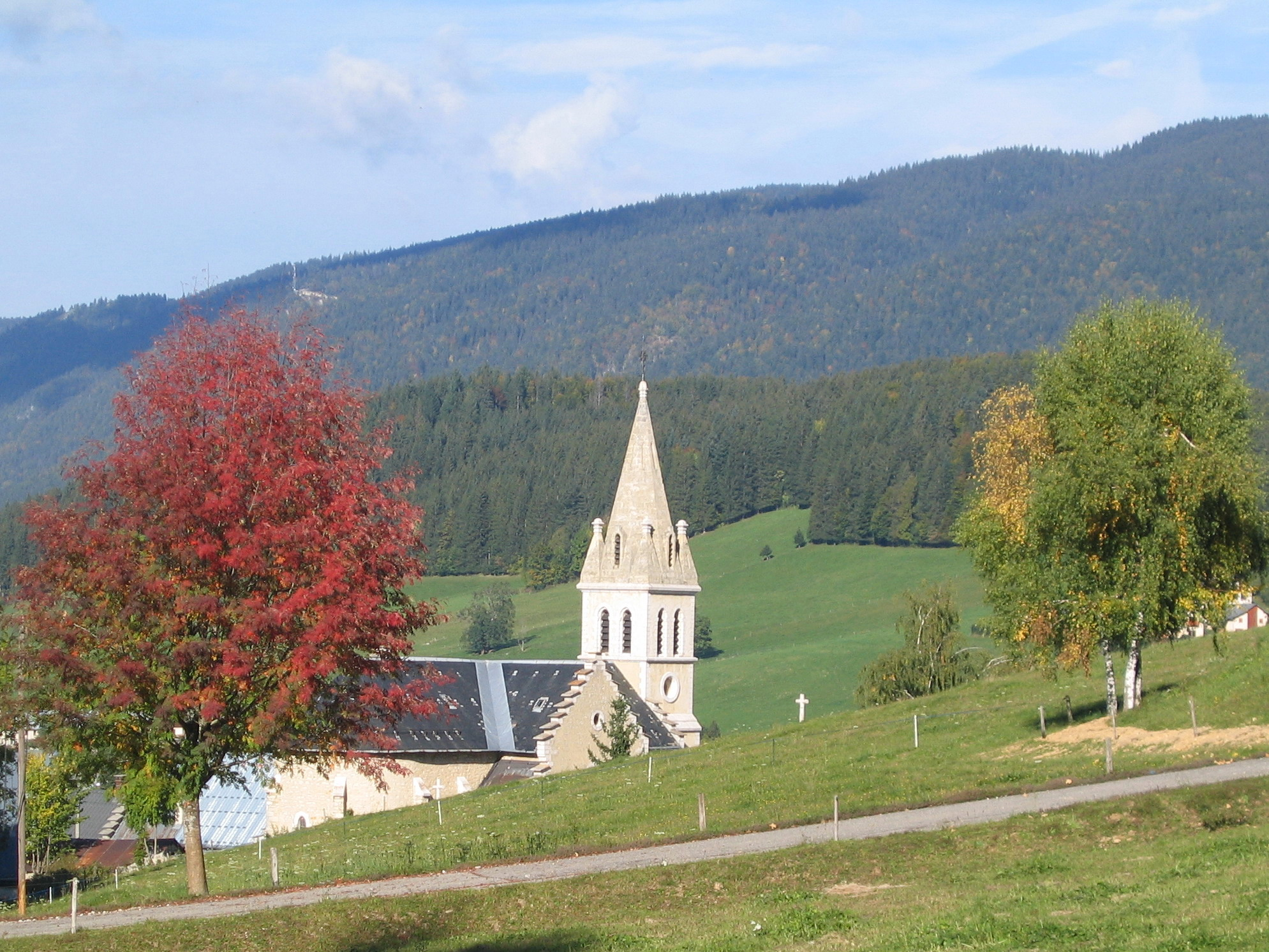
Kirche Saint-Pierre-et-Saint-Paul
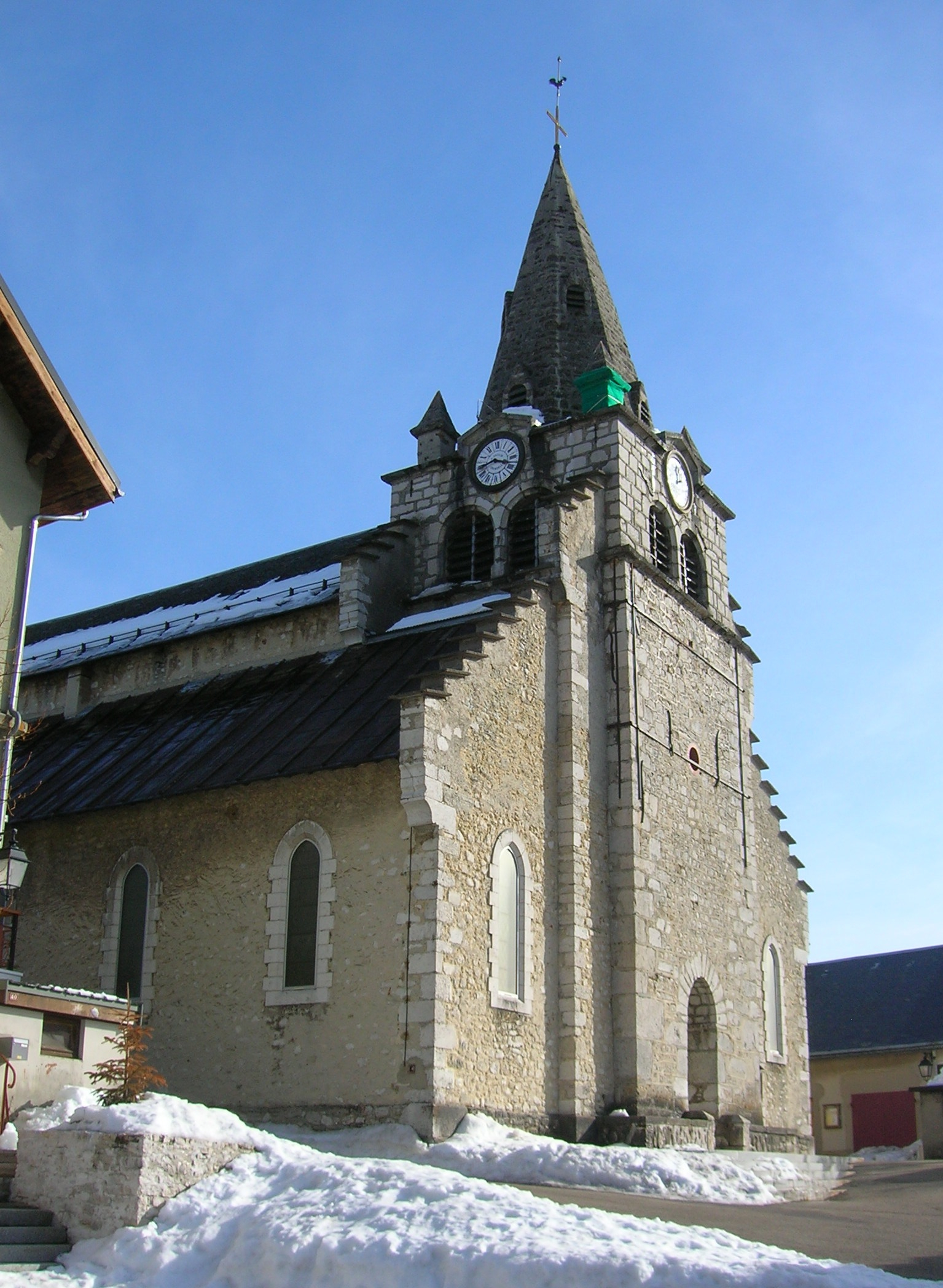
Kirche Saint-Nicolas
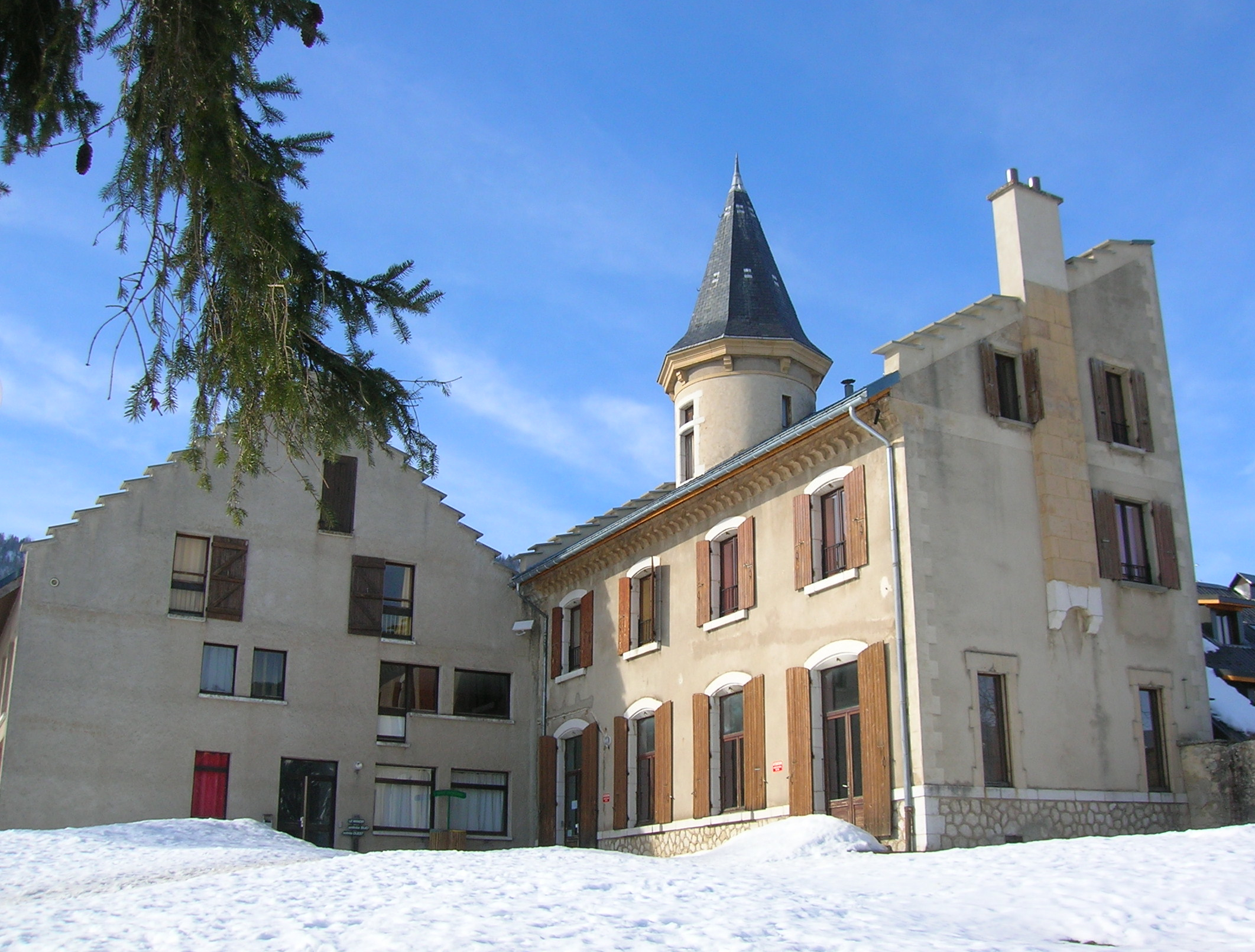
Herrenhaus

## Gemeindepartnerschaften
Partnergemeinden sind Lillehammer in Norwegen sowie Puilboreau im Département Charente-Maritime sowie Locmaria im Département Morbihan (Bretagne).